# تشارلي غيلمور
تشارلي غيلمور (بالإنجليزية: Charlie Gilmour)‏ هو لاعب كرة قدم بريطاني في مركز ظهير ‏، ولد في 17 فبراير 1942 في Pollok ‏ في المملكة المتحدة. لعب مع نادي كوينز بارك.